# Latte art

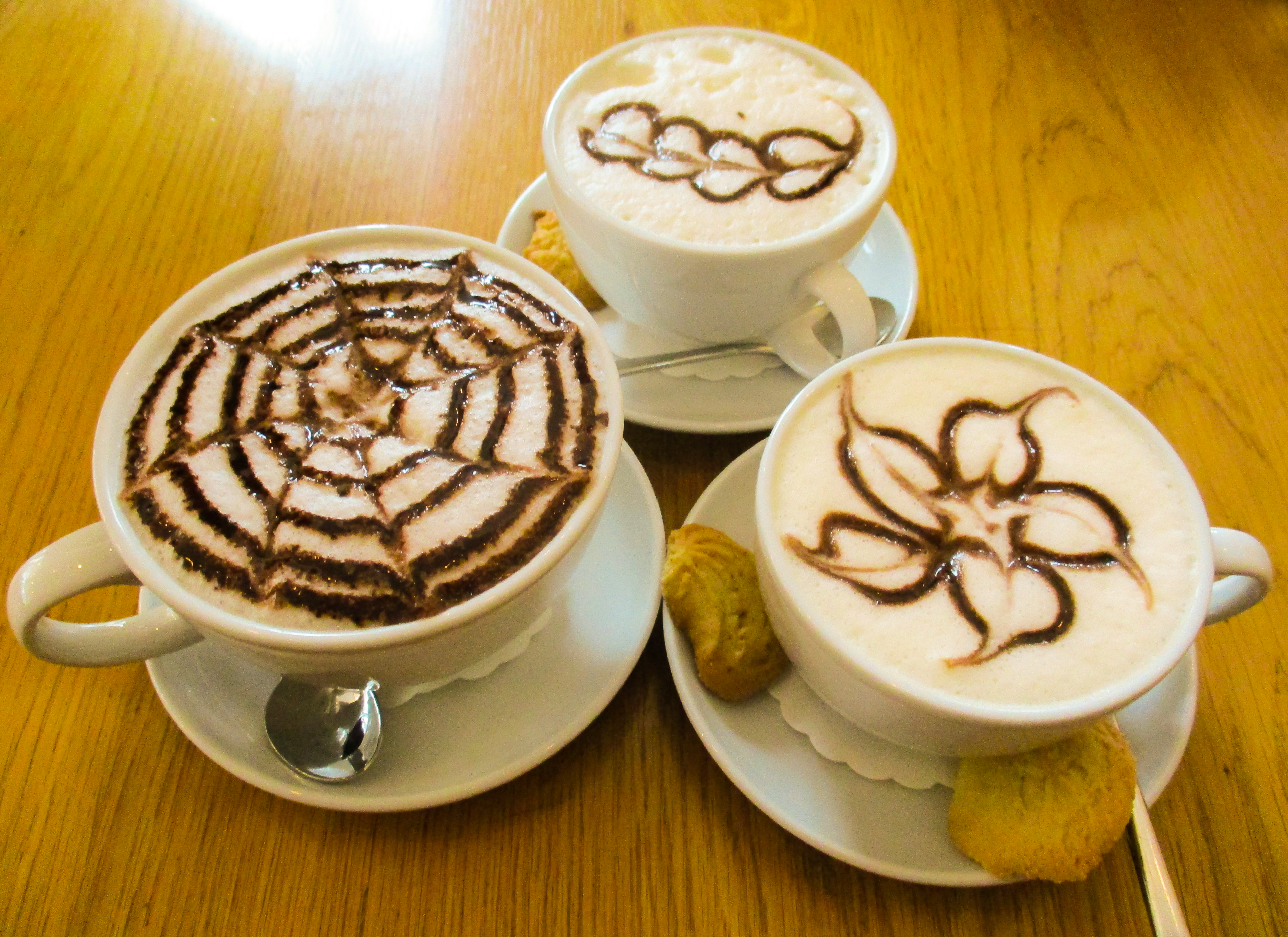
Przykład latte art

Latte art – sztuka tworzenia rysunków i wzorów z mleka na powierzchni kawy. Zarówno kawa jak i mleko są specjalnie przygotowywane. Mleko jest spieniane gorącą parą, do wykonywania wzorów używa się mlecznej pianki, którą nanosi się na powierzchnię kawy. 